# Radegunda
Radegunda je razloženo naselje v Zgornji Savinjski dolini, v Občini Mozirje.

## Opis
Naselje sestavlja več zaselkov in samotnih kmetij, po južnem in jugovzhodnem pobočju planote Golte (Boskovec 1584 m nmv) Na severovzhodu sega do potoka Šumka, kjer meji na Šmihel nad Mozirjem, na vzhodu do potoka Golobnice, na jugu in zahodu pa na območje zgornjega toka potoka Trnave. K naselju sodijo zaselki Zgornja Radegunda, Jazbine, Globoko, Trnavče in Žekovec, kjer je spodnja postaja gondolske žičnice.

## Etimologija
Ime naselja so iz Sveta Radegunda v Radegunda spremenili leta 1955, na podlagi zakona iz leta 1948. Tako kot preimenovanje mnogih drugih krajev po Sloveniji v povojnem času je bilo tudi preimenovanje Svete Radegunde del obsežne kampanje oblasti, da se iz toponimov slovenskih krajev odstranijo vsi religiozni elementi.